# TGF bêta 2
Le TGFB2   (pour « Transforming growth factor-beta 2 ») en français facteur de croissance transformant 2 est une protéine dont le gène est le TGFB2 situé sur le chromosome 1 humain. Il s'agit de l'un des sous-types des TGF-β.

## Rôle
Il intervient dans la voie de signalisation des Smad.

## En médecine
Une mutation de son gène entraîne un anévrisme aortique thoracique dans le cadre d'un syndrome de Loeys-Dietz.